# Nealcidion badium
Nealcidion badium là một loài bọ cánh cứng trong họ Cerambycidae.